# Arnau Roger IV de Pallars Sobirà
Arnau Roger IV de Pallars-Mataplana i Cardona (1401 - 1451) fou comte de Pallars Sobirà i senyor d'Urtx (1442 - 1451). Fou lloctinent de Sicília.

## Família

### Antecedents familiars
Fill de Roger Bernat I de Pallars Sobirà i de Beatriu de Cardona.

### Núpcies i descendents
El 1421 es va casar amb la seva parenta Joana de Cardona. Van tenir quatre fills:
- Elionor es va casar amb João de Abranches, conde de Oliva, 1er baró de Sant Vicent de Labuerda i 1er baró de Molins de Rey.[2]
- Margarida.
- Hug Roger III de Pallars Sobirà, comte de Pallars Sobirà.
- Joana.

Més endavant es casà en segones núpcies amb Elionor de Castellar-Sacosta.

## Biografia
Va desenvolupar el càrrec de lloctinent general de Sicília entre el 1421 i el 1423. El 1424 va morir el seu pare i el va succeir com a comte del Pallars Sobirà.
El 1433 va iniciar un llarg conflicte amb la reina Maria, ja que Arnau Roger havia intentat usurpar les rendes de la seva pròpia àvia Blanca de Foix-Castellbò. De fet estava endeutat amb diversos prestadors de Barcelona. El 1435 va mantenir una petita guerra a les terres de Pallars i de Castellbò contra el seu veí Joan I de Foix. Com a conestable d'Aragó Arnau Roger va encapçalar les tropes que rebutjaren l'intent d'invasió francesa de la Vall d'Aran el 1438.
El 1440 era un dels participants a les Corts de Lleida.